# Eric Jelen
Eric Jelen (Trèveris, Alemanya Occidental, 11 de març de 1965) és un exjugador de tennis professional alemany.
Va guanyar un títol individual i cinc més en dobles, però els títols més importants del seu palmarès són dues Copa Davis aconseguides consecutivament els anys 1988 i 1989.

## Palmarès: 8 (1−5−2)

### Individual: 2 (1−1)
| Resultat  | Núm. | Data                | Torneig             | Superfície | Oponent        | Marcador      |
| --------- | ---- | ------------------- | ------------------- | ---------- | -------------- | ------------- |
| Finalista | 1.   | 5 d'octubre de 1987 | Brisbane, Austràlia | Dura       | Kelly Evernden | 6−3, 1−6, 1−6 |
| Guanyador | 1.   | 19 de juny de 1989  | Bristol, Regne Unit | Gespa      | Nick Brown     | 6−4, 3−6, 7−5 |

### Dobles: 11 (5−6)
| Llegenda (pre/post 2009)                                 |
| -------------------------------------------------------- |
| Grand Slams (0−0)                                        |
| Tennis Masters Cup / ATP Finals (0−0)                    |
| ATP Masters Series / ATP World Tour Masters 1000 (0−3)   |
| ATP International Series Gold / ATP World Tour 500 (0−0) |
| ATP International Series / ATP World Tour 250 (5−3)      |

| Títols per superfície |
| --------------------- |
| Dura (3−1)            |
| Gespa (0−0)           |
| Terra batuda (0−3)    |
| Moqueta (2−2)         |

| Resultat  | Núm. | Data                   | Torneig                        | Superfície   | Parella           | Oponents                                      | Marcador      |
| --------- | ---- | ---------------------- | ------------------------------ | ------------ | ----------------- | --------------------------------------------- | ------------- |
| Finalista | 1.   | 15 de setembre de 1986 | Hamburg, Alemanya Occidental   | Terra batuda | Boris Becker      | Sergio Casal Emilio Sánchez Vicario           | 4−6, 1−6      |
| Finalista | 2.   | 16 de febrer de 1987   | Indian Wells, Estats Units     | Dura         | Boris Becker      | Guy Forget Yannick Noah                       | 4−6, 6−7      |
| Guanyador | 1.   | 15 de febrer de 1988   | Milà, Itàlia                   | Moqueta (i)  | Boris Becker      | Miloslav Mečíř Tomáš Šmíd                     | 6−3, 6−3      |
| Guanyador | 2.   | 4 d'octubre de 1988    | Brisbane, Austràlia            | Dura (i)     | Carl-Uwe Steeb    | Grant Connell Glenn Michibata                 | 6−4, 6−1      |
| Finalista | 3.   | 17 d'octubre de 1988   | Tòquio, Japó                   | Moqueta (i)  | Boris Becker      | Andrés Gómez Slobodan Živojinović             | 5−7, 7−5, 3−6 |
| Guanyador | 3.   | 20 de febrer de 1989   | Lió, França                    | Moqueta (i)  | Michael Mortensen | Jakob Hlasek John McEnroe                     | 6−2, 3−6, 6−3 |
| Finalista | 4.   | 8 de maig de 1989      | Hamburg (2)                    | Terra batuda | Boris Becker      | Emilio Sánchez Vicario Javier Sánchez Vicario | 4−6, 1−6      |
| Finalista | 5.   | 23 d'octubre de 1989   | Stuttgart, Alemanya Occidental | Moqueta (i)  | Kevin Curren      | Pieter Aldrich Danie Visser                   | 6−7, 7−6, 3−6 |
| Finalista | 6.   | 8 d'abril de 1991      | Barcelona, Espanya             | Terra batuda | Boris Becker      | Horacio de la Peña Diego Nargiso              | 6−3, 6−7, 4−6 |
| Guanyador | 4.   | 19 d'agost de 1991     | Long Island, Estats Units      | Dura         | Carl-Uwe Steeb    | Doug Flach Diego Nargiso                      | 0−6, 6−4, 7−6 |
| Guanyador | 5.   | 4 de novembre de 1991  | Moscou, URSS                   | Dura         | Carl-Uwe Steeb    | Andrei Cherkasov Alexander Volkov             | 6−4, 7−6      |

### Equips: 2 (2−0)
| Resultat  | Núm. | Data                        | Torneig                                    | Superfície       | Equip                                     | Oponents                                                 | Marcador |
| --------- | ---- | --------------------------- | ------------------------------------------ | ---------------- | ----------------------------------------- | -------------------------------------------------------- | -------- |
| Guanyador | 1.   | 16 − 18 de desembre de 1988 | Copa Davis, Göteborg, Suècia               | Terra batuda (i) | Boris Becker Patrik Kuhnen Carl-Uwe Steeb | Kent Carlsson Stefan Edberg Anders Järryd Mats Wilander  | 4−1      |
| Guanyador | 2.   | 15 − 17 de desembre de 1989 | Copa Davis, Stuttgart, Alemanya Occidental | Moqueta (i)      | Boris Becker Patrik Kuhnen Carl-Uwe Steeb | Stefan Edberg Jan Gunnarsson Anders Järryd Mats Wilander | 3−2      |